# كأس النخبة اللبناني 2008
كأس النخبة اللبناني 2008 كان النسخة الحادية عشرة من بطولة كرة القدم في لبنان، عقد في الفترة من 27 أغسطس إلى 11 سبتمبر 2008 في بيروت وصيدا. وشارك في مباريات الكأس أفضل خمسة فرق في الدوري اللبناني الممتاز موسم 2007-2008 والفائز في كأس الاتحاد اللبناني2007-2008
فاز بطل الدوري نادي العهد، بالبطولة بعد فوزه على نادي الأنصار بنتيجة 3 – 1 في المباراة النهائية، وكان أول فوز للعهد في البطولة، وكانا لاعبي العهد صالح سدير وحسن معتوق، من أفضل الهدافين في كأس النخبة اللبناني، حيث سجل كل منهم ثلاثة أهداف.
كانت هذه هي النسخة الأولى بعد انقطاع دام 3 سنوات بسبب الاحتجاجات السياسية وحرب لبنان عام 2006.

## الفرق
| النادي             | مدينة | موسم 2007-2008                                  |
| ------------------ | ----- | ----------------------------------------------- |
| العهد              | بيروت | بطل الدوري اللبناني الممتاز                     |
| الانصار            | بيروت | المركز الثاني في الدوري اللبناني الممتاز        |
| النجمة             | بيروت | المركز الثالث في الدوري اللبناني الممتاز        |
| المبرة             | بيروت | المركز الرابع في الدوري اللبناني والفائز بالكأس |
| نادي الصفا الرياضي | بيروت | المركز الخامس في الدوري اللبناني الممتاز        |
| شباب الساحل        | بيروت | المركز السادس في الدوري اللبناني الممتاز        |

## مرحلة المجموعات

### المجموعة أ
| الفريق       | لعب | فاز | تعادل | خسر | له | عليه | فارق الأهداف | النقاط |
| ------------ | --- | --- | ----- | --- | -- | ---- | ------------ | ------ |
| نادي الأنصار | 2   | 1   | 1     | 0   | 3  | 2    | +1           | 4      |
| شباب الساحل  | 2   | 1   | 1     | 0   | 2  | 1    | +1           | 4      |
| نادي المبرة  | 2   | 0   | 0     | 2   | 1  | 3    | −2           | 0      |

| شباب الساحل      | 1 – 0 | نادي المبرة |
| ---------------- | ----- | ----------- |
| Ahmad Jaradi 34' |       |             |

| نادي الأنصار  | 1 – 1 | شباب الساحل         |
| ------------- | ----- | ------------------- |
| نصرت الجمل 9' |       | Zuhair Abdullah 89' |

| نادي المبرة              | 1 – 2 | نادي الأنصار                       |
| ------------------------ | ----- | ---------------------------------- |
| Ahmad El Khasir 82' (og) |       | محمد باقر يونس 13' · باول رستم 38' |

### المجموعة ب
| الفريق      | لعب | فاز | تعادل | خسر | له | عليه | فارق الأهداف | النقاط |
| ----------- | --- | --- | ----- | --- | -- | ---- | ------------ | ------ |
| نادي العهد  | 2   | 1   | 1     | 0   | 6  | 5    | +1           | 4      |
| نادي النجمة | 2   | 1   | 1     | 0   | 4  | 3    | +1           | 4      |
| نادي الصفاء | 2   | 0   | 0     | 2   | 4  | 6    | −2           | 0      |

| نادي النجمة                               | 2 – 2 | نادي العهد                        |
| ----------------------------------------- | ----- | --------------------------------- |
| عباس أحمد عطوي 43' · Mustapha Chahine 68' |       | صالح سدير 61' · Ahmed Tarad 90+2' |

| نادي العهد                                                            | 4 – 3 | نادي الصفاء                                             |
| --------------------------------------------------------------------- | ----- | ------------------------------------------------------- |
| صالح سدير 25' · محمود العلي 57' · عباس علي عطوي 62' · حسن معتوق 90+2' |       | Hussein Tahan 13' · حمزة عبود 45' · رامز ديوب 54' (pen) |

| نادي الصفاء    | 1 – 2 | نادي النجمة                                |
| -------------- | ----- | ------------------------------------------ |
| روني عازار 45' |       | خالد حمية 63' · عباس أحمد عطوي 90+1' (pen) |

## مرحلة خروج المغلوب
|  | نصف النهائي       | نصف النهائي |   |  | النهائي           | النهائي |  |
|  |                   |             |   |  |                   |         |  |
|  | 2008-09-07 - صيدا |             |   |  |                   |         |  |
|  | نادي الأنصار      | 1 (5)       |   |  |                   |         |  |
|  | نادي النجمة       | 1 (4)       |   |  |                   |         |  |
|  |                   |             |   |  |                   |         |  |
|  |                   |             |   |  | 2008-09-11 - صيدا |         |  |
|  |                   |             |   |  | نادي الأنصار      | 1       |  |
|  |                   | نادي العهد  | 3 |  |                   |         |  |
|  |                   |             |   |  |                   |         |  |
|  |                   |             |   |  |                   |         |  |
|  |                   |             |   |  |                   |         |  |
|  | 2008-09-08 - صيدا |             |   |  |                   |         |  |
|  | نادي العهد        | 2           |   |  |                   |         |  |
|  | شباب الساحل       | 1           |   |  |                   |         |  |

### نصف النهائي
| نادي الأنصار  | 1 – 1 5–4 في ركلات جزاء ترجيحية | نادي النجمة          |
| ------------- | ------------------------------- | -------------------- |
| محمد عطوي 52' |                                 | Mustapha Chahine 85' |

| نادي العهد                        | 2 – 1 | شباب الساحل      |
| --------------------------------- | ----- | ---------------- |
| حسن معتوق 49' · عباس علي عطوي 65' |       | Ahmad Jaradi 30' |

### النهائي
| نادي الأنصار  | 1 – 3 | نادي العهد                                        |
| ------------- | ----- | ------------------------------------------------- |
| محمد عطوي 57' |       | حسن معتوق 43' · Ahmed Zreik 45+2' · صالح سدير 69' |

## أفضل الهدافين
كانا لاعبي نادي العهد صالح سدير وحسن معتوق من أفضل الهدافين حيث سجل كل منهما ثلاثة أهداف.
| مرتبة | اسم              | النادي       | الأهداف |
| ----- | ---------------- | ------------ | ------- |
| 1     | صالح سدير        | نادي العهد   | 3       |
| 2     | حسن معتوق        | نادي العهد   | 3       |
| 3     | عباس أحمد عطوي   | نادي النجمة  | 2       |
|       | Mustapha Chahine | نادي النجمة  | 2       |
|       | Ahmad Jaradi     | شباب الساحل  | 2       |
|       | عباس علي عطوي    | نادي العهد   | 2       |
|       | محمد عطوي        | نادي الأنصار | 2       |